# Antoni Riera i Refart
Antoni Riera i Refart (Vic, segle xviii – ?) fou metge titular d'Arbúcies. Va intervenir en la polèmica que enfrontava els metges partidaris de l'ús del mercuri com a medecina i els que consideraven aquest element com un potent verí. Amb el seu Dictamen apologético a la Ilustración de la Historia Médico-práctica, que escribió el Dr. Don Gaspar Armengol, médico y cirujano, en respuesta a la crítica del Dr. Josef Pasqual, médico del Hospital de Vich es posicionava a favor de les tesis anti-mercurials i feia una defensa abrandada dels arguments de Gaspar Armengol,* que a través d'un altre escrit havia criticat les idees de Josep Pasqual favorables a l'ús intern del mercuri. Riera coincidia amb Armengol en considerar el «soliman corrosiu», un preparat mercurial ideat pel metge vienès Van Swieten i utilitzat per combatre la sífilis, com un veritable verí, i, per tant, desaconsellable per a qualsevol tractament terapèutic. Sense citar en cap moment el seu nom, criticava Pasqual per basar els seus arguments en les referències d'autors estrangers i no en experiències pròpies. En aquest sentit, Riera es referia indirectament a Pasqual amb aquestes paraules: «...a los famosos epitetos de alucinado, terco, poco reflexivo, sabiondo; ya que quiso defender el erre, que erre, su trece, que trece, solo porque los Autores lo dicen, por más que propias observaciones lo desengañasen: ni debía poner sólo su estudio en verlo que sienten los Autores abrazando tan apasionadamente el sistema en la práctica de Mé- dicos extranjeros, si no quería se le dijese que estaba hecho mejor Médico para Londres, y Alemania, que para Vich, y 225 Cataluña». Riera desafiava Pasqual a què li presentés un sol cas clínic produït al país que certifiqués l'èxit terapèutic del mercuri. Tothora pensava, ben al contrari, que aquest element no feia res més que agreujar l'estat de salut dels pacients que s'hi sotmetien. En aquest mateix escrit, Riera també criticava la proposta de Pasqual d'aixecar els malalts del llit. En aquest punt, Riera es referia als autors mèdics més predicats de l'època per rebatre els arguments de Pasqual. Considerava aquesta pràctica com a temerària, si bé acceptava, però, la seva aplicació en casos molt especials, extremant les precaucions: calia asseure el malalt en una cadira, i mantenir-lo ben abrigat.